# Euler Granda
Euler Ramiro Granda Espinosa (Riobamba, 7 de junio de 1935 - Portoviejo, 22 de febrero de 2018) fue un poeta y psiquiatra ecuatoriano, miembro del movimiento cultural tzántzico. Publicó más de 17 libros durante su carrera literaria.

## Biografía
Nació el 7 de junio de 1935 en Riobamba, provincia de Chimborazo. Realizó sus estudios secundarios en el Colegio San Felipe, de su ciudad natal, y los superiores en la Universidad Central del Ecuador y más tarde en la Universidad de Guayaquil, donde obtuvo en 1965 el título de médico cirujano.
Entre los reconocimientos que ha obtenido se cuentan: dos veces el primer lugar en el Concurso Nacional de Poesía Ismael Pérez Pazmiño (1961 y 1996), el Premio Jorge Carrera Andrade del Municipio de Quito (1988) y el Premio de Poesía Jorge Luis Borges. Fue además jurado del Premio Casa de las Américas.
En 2009 fue galardonado con el Premio Eugenio Espejo por su trayectoria literaria.

## Obras
De su extensa bibliografía destacan:
- Rostro de los días (1961)
- Voz desbordada (1963)
- Etcétera, etcétera (1965)
- El lado flaco (1968)
- El cuerpo y los sucesos (1970)
- La inutilmanía y otros nudos (1973)
- Un perro tocando la lira (1977)
- Daquilema rey y otros poemas del bla, bla, bla (1981)
- Bla, bla, bla y otros poemas (1985)
- Anotaciones del acabóse (1988)
- Relincha el sol (1996)
- Antología personal (2005)[9]
- Atajos de otra piel (2013)[10]